# Le Conte (poire)
La Le Conte  est une variété de poirier ancien, très connu aux États-Unis, dans la région de New York.

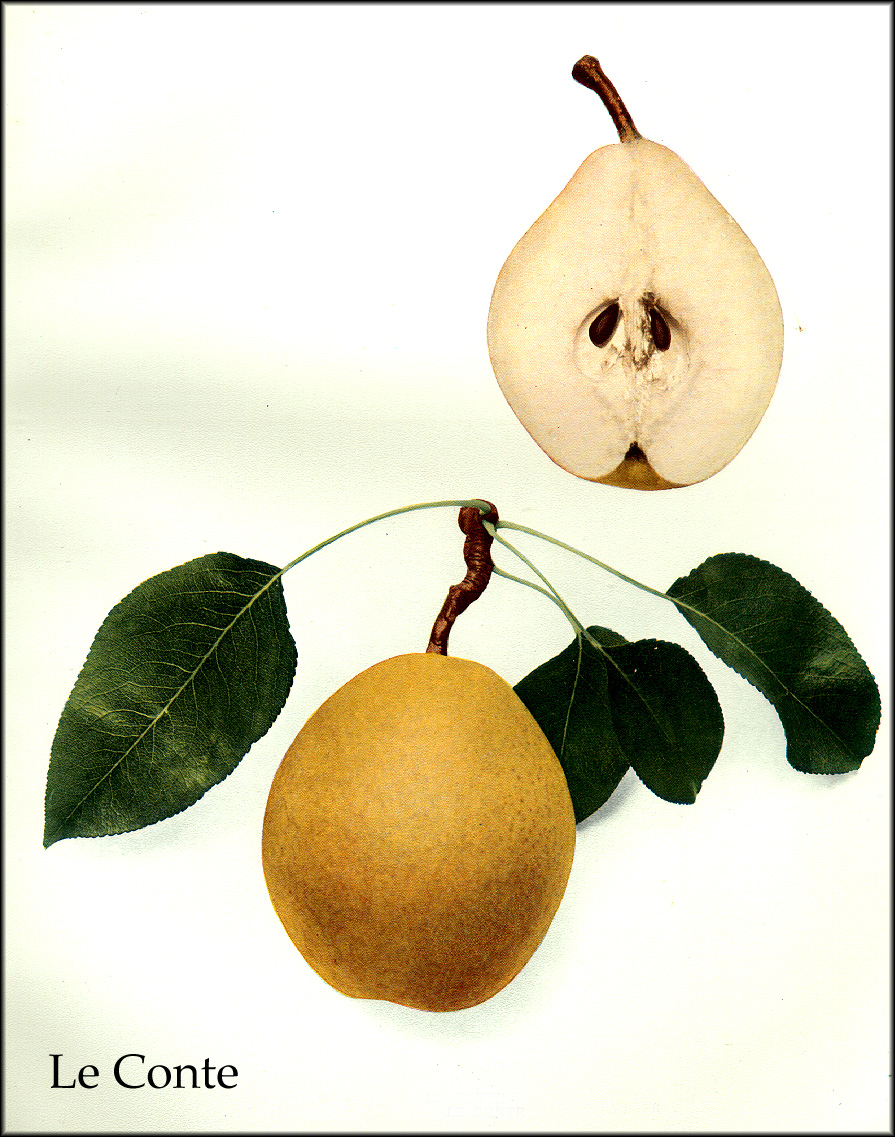
Le Conte, The Pears of New York, 1921, Ulysses Prentiss Hedrick.

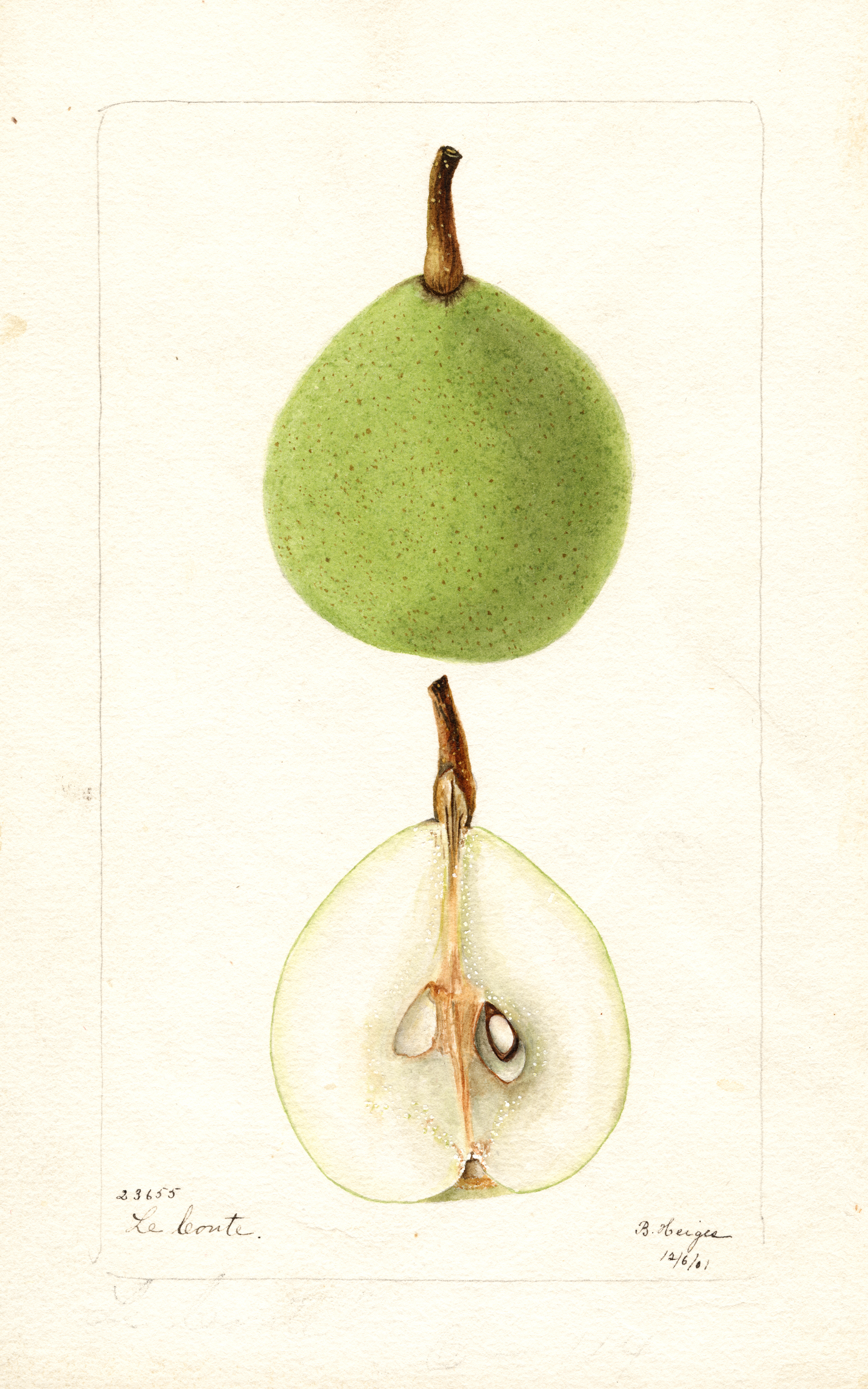
Encore verte.

## Origine
La variété fruitière tient son nom de John Eatton Le Conte qui l'a introduite en Géorgie en 1856,.
C'est un croisement : Pyrus hybrid P. x lecontei
P. communis x P. pyrifolia.

## Description

### Arbre
Ce poirier peut atteindre 8 m de haut et ne craint pas le gel.

### Fruit
Les fleurs sont hermaphrodites et sont pollinisées par les insectes.
La poire mesure 8 cm de haut et 5 cm de large.
La chair ressemble à celle des poires asiatiques du genre nashi.
Le fruit peut être consommé cru ou cuit dès la cueillette.
Il est également possible de le conserver de quelques jours à plusieurs mois. On l'utilise surtout pour la confection de tartes et de conserves.